# Een vrolijk lentelied
Een vrolijk lentelied is een Nederlandstalig liedje geschreven door de Belgische zanger Jan De Wilde in 1972.

## Uitgaven

### Jan De Wilde

#### Versie 1972
Het nummer ligt mee aan de basis van het succes van Jan De Wilde in de jaren 70. Zinnen als "De Fallus Impudicus staat al in bloei" zorgden echter ook voor controverse bij het meer conservatieve en katholieke gedeelte van de bevolking.
De B-kant van de single was het liedje Voor de Rest., daarnaast verscheen het liedje op het album Vogelenzang, 5 uit hetzelfde jaar.

##### Meewerkende artiesten
- Producer:
  - Frans Ieven
  - Joost Philips
- Muzikanten:
  - Jan De Wilde (Gitaar, zang)
  - Cees De Jonghe (Gitaar, mandoline)
  - Frans Ieven (Basgitaar, Piano en zang)
  - Joost Philips (Handgeklap)
  - Kris De Bruyne (Gitaar, zang)
  - Paul Richings (Drums)
  - Raymond van het Groenewoud (Basgitaar, orgel, piano, zang)

#### Versie 1990
Deze versie verscheen op het album Hé Hé uit 1990.

##### Meewerkende artiesten
- Producer:
  - Henny Vrienten
- Muzikanten:
  - Jan De Wilde (Zang)
  - Fay Lovsky (Backing vocals)
  - Harry Sacksioni (Gitaar)
  - Jakob Klaasse (Elektronisch orgel)
  - Jan De Hont (Elektrische gitaar)
  - Jan Pijnenburg (Drums)
  - Joost Belinfante (Rasp, trombone)
  - Norbert Sollewijn Gelpke (Contrabas)

#### Versie 1992
Deze versie werd in 1992 uitgebracht door Jan in samenwerking met Prima La Musica en verscheen op het album Jan De Wilde & Prima La Musica.

##### Meewerkende artiesten
- Producer:
  - Wout Morael
- Muzikanten:
  - Jan De Wilde (Banjo, gitaar, ukulele, zang)
  - Dirk Vermeulen (Dirigent)
  - Jeroen Robbrecht (Dirigent, viool)
  - Anneke Lootens (Altviool)
  - Barbara Gerarts (Cello)
  - Fernando Lage (Cello)
  - Julia Eckhardt (Altviool)
  - Lode Leire (Contrabas)
  - Michel Boulanger (Cello)
  - Muriel Vanderbauwhede (Viool)
  - Paul Van Loey (Blokfluit)
  - Sergio Rogier (Viool)
  - Sofia Pevenagev (Viool)
  - Veerle Van Gorp (Viool)
  - Willy Seeuws (Drums)
  - Wim Meuris (Viool)

### Versie Rum
Ten slotte bracht ook Rum een versie van het nummer uit op hun lp Rum 2 uit 1974.

##### Meewerkende artiesten
- Producer:
  - Frans Ieven
- Muzikanten:
  - Dirk Van Esbroeck (Fluit, gitaar, mandoline, zang)
  - Paul Rans (Gitaar, vlier, zang)
  - Wiet Van De Leest (Berlinitza, tenorgitaar, viool, zang)